# Snow White (2005)
Snow White ist ein schweizerisch-österreichischer Spielfilm aus dem Jahr 2005. Regie bei dem Drama führte Samir, der gemeinsam mit Michael Sauter auch das Drehbuch verfasste.

## Handlung
Nico kennt nichts anderes als Party, Kokain und Sex in ihrem noch jungen Leben. Sie ist irgendwie unzufrieden. Mit ihrer besten Freundin Wanda genießt sie das ausschweifende Leben der Jeunesse dorée. Nicos Eltern sind geschieden, sie lebt bei ihrem reichen Vater in einer Villa am See. Außerdem hat sie eine Affäre mit dem Clubbesitzer Boris. Bei einem Konzert in seinem Club lernt sie den bodenständigen Rapper Paco kennen. Bei Paco findet Nico endlich Liebe, Respekt und Zuneigung, obwohl beide aus völlig verschiedenen Milieus stammen. Sie verbringt mit Paco eine wunderschöne Zeit, gleichzeitig beginnt Nico aber auch ein verhängnisvolles Lügenbild aufzubauen, um Paco nicht zu verlieren.
Aber auch in Paco schwelen seine inneren Konflikte, es geht um seinen drogensüchtigen Bruder und seinen Vater, der ihm die Schuld an der Drogenabhängigkeit gibt.

## Kritik
„Einer der interessantesten Schweizer Filme der letzten Zeit.“

„Samir entzaubert die Welt der Drogen, ohne den Reiz ihrer Versprechen zu leugnen. Nicht zuletzt dank seines starken Hauptdarstellers Carlos Leal gewinnt er eine vibrierende emotionale Ueberzeugungskraft. SNOW WHITE ist ein bildstarker Film, der zwar dick aufträgt, aber stark aufwühlt.“

„Glamour und Engagement treffen sich in diesem aufrüttelnden Drama um ein reiches armes Mädchen – mit viel Sinn für Bilder und mit manchen Anleihen bei Larry Clark und Mike Figgis bringt Samir seine bürgerlichen Milieus zur Implosion. Auch Zürich kann sehr kalt sein.“

## Auszeichnungen
- Schweizer Filmpreis für den besten Hauptdarsteller (Carlos Leal) (Gewonnen)
- Schweizer Filmpreis für die beste Hauptdarstellerin (Zoé Miku) (Nominierung)
- Schweizer Filmpreis für den besten Film (Nominierung)
- Internationale Hofer Filmtage für das beste Szenenbild (Gewonnen)

## Wissenswertes
- Fabienne Hadorn spricht Nico in der schweizerdeutschen Fassung.
- Für Snow White hat Carlos Leal speziell 4 Songs aufgenommen. Auch Sina hat einen neugeschriebenen Song zum Film beigesteuert.
- Der Schauspieler Mathis Künzler, bekannt aus Verliebt in Berlin, hat eine ganz kleine Nebenrolle als Regisseur. Ebenso in kleinen Nebenrollen zu sehen sind Martin Rapold, Patrick Rapold, Max Loong, Roger Kaufmann und Mike Müller.
- Snow White lag während zwei Wochen an der Spitze der Schweizer Kinocharts. Nach Mein Name ist Eugen wurde Snow White zum zweiterfolgreichsten Schweizer Kinofilm 2005.
- Im Gegensatz zu anderen Schweizer Filmen konnte Snow White in der Romandie wie auch in der Deutschschweiz überzeugen.